# Patrick Percival Power
Patrick Percival Power, detto Pat (Cooma, 11 febbraio 1942), è un vescovo cattolico australiano, dal 7 giugno 2012 già vescovo ausiliare di Canberra e Goulburn.

## Biografia
Patrick Percival "Pat" Power nacque a Cooma l'11 febbraio 1942 ed è cresciuto a Queanbeyan.

### Formazione e ministero sacerdotale
Venne educato alla St. Christopher's School e al St. Edmund's College di Canberra e completò la sua formazione al Chevalier College a Bowral. Dopo aver lasciato la scuola compì gli studi per il sacerdozio al St. Columba's College di Springwood e al St. Patrick's College di Manly.
Il 17 luglio 1965 fu ordinato presbitero a Queanbeyan dall'arcivescovo metropolita di Canberra e Goulburn Eris Norman Michael O'Brien. Prestò servizio nelle parrocchie di Braidwood, Canberra e Goulburn. Nel 1972 monsignor Thomas Vincent Cahill lo inviò a Roma per studi. Nel 1975 conseguì il dottorato in diritto canonico presso la Pontificia Università Urbaniana. Nello stesso anno ritornò a Canberra e per dieci anni fu segretario dell'arcivescovo e direttore del tribunale ecclesiastico matrimoniale. Nel febbraio del 1985 divenne parroco di Queanbeyan.

### Ministero episcopale
L'8 marzo 1986 papa Giovanni Paolo II lo nominò vescovo ausiliare di Canberra e Goulburn e titolare di Oreto. Ricevette l'ordinazione episcopale il 18 aprile successivo nella cattedrale di San Cristoforo a Canberra dall'arcivescovo metropolita di Canberra e Goulburn Francis Patrick Carroll, co-consacranti l'arcivescovo metropolita di Sydney Edward Bede Clancy e l'ordinario militare emerito per l'Australia e già vescovo ausiliare di Canberra e Goulburn John Aloysius Morgan.
Da quel momento prestò servizio nei comitati episcopali per laici, l'ecumenismo, il diritto canonico, la famiglia e la vita, l'assistenza sociale e i media. Fu anche segretario del comitato per la giustizia, lo sviluppo, l'ecologia e la pace e membro del consiglio australiano per la giustizia sociale.
Svolse gran parte del suo ministero episcopale nel campo delle relazioni ecumeniche e interreligiose. Fu il primo co-presidente cattolico di AUSTARC, il gruppo nazionale di dialogo tra anglicani e cattolici. Per diversi mandati presiedette l'Australian Capital Territory Churches Council.
Partecipò al Sinodo dei vescovi per l'Oceania del 1998 a Roma dove parlò delle persone emarginate nella società e nella Chiesa. Gran parte dei suoi sforzi in questo campo avvennero tramite il Catholic Welfare Australia e le organizzazioni locali della comunità di Canberra. Fu un forte difensore dei popoli di Timor Est e della Palestina, degli aborigeni, del rispetto razziale e dei disoccupati. Si oppose sempre all'aborto e al suicidio assistito.
Nel 2000 presiedette un'importante inchiesta sulla povertà nel Territorio della Capitale Australiana. Sostenne la riammissione dei South Sydney Rabbitohs alla competizione nazionale di rugby.
Monsignor Power affermò che "la Chiesa si è ritirata dai risultati promettenti del Concilio Vaticano II". In un articolo del 2010 affermò che questioni come il celibato sacerdotale, l'insegnamento della Chiesa sulla sessualità e il ruolo delle donne nella Chiesa dovessero essere discusse con i laici cattolici. Spesso espresse sostegno all'ordinazione di uomini sposati.
Il 7 giugno 2012 papa Benedetto XVI accettò la sua rinuncia all'incarico. Poco dopo affermò che "l'incapacità di ascolto del Vaticano, i problemi degli abusi sessuali del clero e la carenza di sacerdoti sono le questioni più irritanti che la Chiesa aveva di fronte".

## Genealogia episcopale
La genealogia episcopale è:
- Cardinale Scipione Rebiba
- Cardinale Giulio Antonio Santori
- Cardinale Girolamo Bernerio, O.P.
- Arcivescovo Galeazzo Sanvitale
- Cardinale Ludovico Ludovisi
- Cardinale Luigi Caetani
- Cardinale Ulderico Carpegna
- Cardinale Paluzzo Paluzzi Altieri degli Albertoni
- Papa Benedetto XIII
- Papa Benedetto XIV
- Papa Clemente XIII
- Cardinale Giovanni Carlo Boschi
- Cardinale Bartolomeo Pacca
- Papa Gregorio XVI
- Cardinale Castruccio Castracane degli Antelminelli
- Cardinale Paul Cullen
- Cardinale Francis Patrick Moran
- Arcivescovo Patrick Joseph Clune, C.SS.R.
- Arcivescovo Robert William Spence, O.P.
- Arcivescovo Andrew Killian
- Vescovo Francis Augustin Henschke
- Arcivescovo Francis Patrick Carroll
- Vescovo Patrick Percival Power